# Penicillium mirabile
Penicillium mirabile är en svampart som beskrevs av Beliakova & Milko 1972. Penicillium mirabile ingår i släktet Penicillium och familjen Trichocomaceae.   Inga underarter finns listade i Catalogue of Life.